# Eurytomocharis dubeyi
Eurytomocharis dubeyi är en stekelart som beskrevs av Durgadas Mukerjee 1981. Eurytomocharis dubeyi ingår i släktet Eurytomocharis och familjen kragglanssteklar. Inga underarter finns listade i Catalogue of Life.